# Александр Чагринский
Алекса́ндр Чагри́нский (настоящее имя Алекса́ндр Стефа́нович Ю́нгеров; 1821, Аблязово, Кузнецкий уезд, Саратовская губерния — 22 декабря 1900 [4 января 1901], Самара) — священнослужитель Русской православной церкви. Местночтимый святой Самарской епархии Русской православной церкви.

## Биография

### Ранние годы
Родился в 1821 году в селе Аблязове Пензенской губернии (ныне Радищево, Пензенская область) в семье причетника Стефана Игнатьевича Юнгерова и его жены Прасковьи Кузьминичны. Точная дата рождения не сохранилась, но исследователи высказывают предположение, что днём ангела Александра было 28 сентября (10 октября). Был одним из пяти детей. Стефан Игнатьевич вскоре принял священнический сан и был направлен в село Юнгеровка, по которой он и получил фамилию.
В 1831 году Стефан Юнгеров скончался. В сентябре того же года Александр поступил в Саратовское духовное училище. Училище размещалось в холодном и сыром помещении, занятия велись в нетопленых классах, из-за чего и без того слабый здоровьем Александр приобрёл на всю жизнь болезнь ног. Спустя 5 лет он перешёл в Саратовскую духовную семинарию. Учёба давалась Александру довольно тяжело, он не обладал особыми способностями и был довольно робок, выручало заучивание материала. Мать, Прасковья Кузьминична даже советовала сыну уйти из семинарии, стать дьяконом, и уже таким образом дослужиться до священника, на что Александр отвечал, что когда исключат, тогда и уйдет. Тем не менее в 1842 году Александр Юнгеров окончил полный семинарский курс и 20 октября (1 ноября) 1842 был рукоположён в священники. Ещё незадолго до этого он женился на бедной сироте Елизавете Ивановне, которая была на 5 лет младше мужа.

### Начало священнического служения
Первым назначением молодого священника стал Никольский храм села Третьяки Сердобского уезда. Назначение было временным, его задачей было получить решение сельского общества и местных помещиков о строительстве новой церкви вместо сгоревшей. Отец Александр быстро снискал симпатии местных жителей, и на вопрос о строительстве нового храма у него ушло лишь месяц, несмотря на то, что приход был очень беден: за этот месяц доход причта из четырёх человек составил всего 30 копеек. По возвращении в Саратов Александр Юнгеров получил новое назначение, на этот раз планировавшееся постоянным, в село Неверкино Кузнецкого уезда. Однако местный суровый климат не подходил заболевшей Елизавете Ивановне, и служение здесь продлилось немногим более полугода.

### Служение в Балакове
Следующим стало назначение в Троицкую церковь села Балаково, которое отец Александр получил 10 (22) июля 1843 года. Приход был весьма беден, причём большинство жителей были старообрядцами. Строгим соблюдением всего церковного устава, с тщательными и благоговейными богослужениями храм отец Александр постепенно стал привлекать народ в церковь. Его проповеди стали привлекать внимание, на большие церковные праздники он посещал дома своих прихожан, напутствуя паству к православной жизни. Постепенно приход стал приобщаться к православию, сохранились рапорты отца Александра о беседах со старообрядцами, после которых некоторые переходили из преследовавшегося раскольничества в разрешённое единоверие.
Одной из главных забот священника было состояние старого храма. Построенная более столетия назад холодная церковь сильно обветшала, в ней гуляли сквозняки, а с колокольни даже пришлось снять колокола из-за того, что они сами по себе звенели, когда она качалась от ветра. Много лет ушло у отца Александра на решение вопроса о строительстве нового храма. Два года только он уговаривал прихожан на строительство тёплого храма, так как те боялись, что при топке церковь сгорит. Только спустя 18 лет, в 1861 году на Хлебной площади Балакова была построена новая церковь во имя Святой Троицы. Это была кирпичная церковь в византийском стиле, с шестью шатровыми куполами разного размера. Но и это был не конец трудов Юнгерова. В 1875 года на средства привлечённых им благотворителей храм был расширен вдвое, а в 1881 году к храму был пристроен придел, освящённый в честь Александра Невского.
В новом доме священника, поставленном рядом с храмом вместо сгоревшего в 1861 году, к этому времени проживал отец Александр, его жена Елизавета Ивановна, трое его сыновей, и мать священника, Прасковья Кузьминична.
Кроме прямых обязанностей священника Александр Юнгеров имел и много других забот. С 1846 по 1867 год он был учителем в Балаковском женском училище, обучая девушек молитвам и чтению по церковным книгам, причём занятия проходили в его доме. Также отец Александр был духовником в своём благочинии (1859—1865), миссионером в сёлах Балаково и Натальино (1859—1876), окружным миссионером благочиния, благочинным (1866). За свои труды он был награждён бархатной фиолетовой скуфьёй 6 (18) апреля 1865 и бархатной фиолетовой камилавкой 30 марта (11 апреля) 1874.

### Чагринский монастырь
1 октября 1880 года шестидесятилетний Александр Юнгеров объявил приходу, что обратился к епархиальному руководству с просьбой уволить его за штат, а место в Троицком храме предоставить сыну, священнику Василию Юнгерову. Епископ Серафим просьбу о сыне удовлетворил, а вот увольнять самого отца Александра не стал, а направил его в Чагринскую женскую общину. Служба в монастыре была легче, чем в приходе: богослужения совершались не каждый день, требы на дому не совершались вовсе.
«Пользуясь досугом», как говорил сам отец Александр, он преподавал Закон Божий в монастырской школе. Богослужения Юнгеров сопровождал проповедями, продолжил и балаковскую практику бесед на дому у крестьян. Постепенно монастырь стал известен и популярен.
Увеличившаяся популярность монастыря привела к тому, что его храм стал тесен для желавших присутствовать при богослужении. Стараниями игуменьи Серафимы и отца Александра с привлечением средств благотворителей началось строительство нового тёплого храма. В 1890 году строительство храма было окончено. В 1890 году скончались супруга отца Александра Елизавета Ивановна и игуменья Серафима. Заботы, связанные со строительством, и потери близких подорвали здоровье отца Александра, и в апреле 1893 года он был уволен за штат.
С этого времени началось его более широкое служение, прославившее и его, и монастырь далеко за пределами уезда и губернии. Отец Александр стал широко известен как обладатель дара прозорливости, дара рассуждения и дара чудотворений. В «Самарских епархиальных ведомостях» в 1896 году так писали о нём:

В век апостольский для христиан первенствующей Церкви Христовой были особые, чрезвычайные дарования Святого Духа. Может быть, и в нынешние времена для возбуждения спящей совести у людей маловерных или ищущих Господа также необходимы личности с особыми духовными дарованиями, с духом и ревностью Илииной, как отец Иоанн Кронштадтский, как подвизавшийся в затворе ученый епископ Феофан Вышенский, Амвросий Оптинский. К числу таковых, без сомнения, принадлежит и наш отец — Александр Юнгеров!
Сохранилось описание приёма народа отцом Александром, оставленное новым священником монастыря Григорием Разумовским. Приём начинается с обычных молитвословий и переходит в импровизацию, «в которой предстоящие выставляются великими грешниками, недостойными приступать к величию, святости и правде Божией, но всё же дерзновенно приступающими по вере и упованию на милосердие Божие». Первая часть заканчивается, по рассказу очевидца, общим плачем, причём многие плачут навзрыд.
После этого отец Александр акцентирует внимание на различных аспектах повседневной жизни присутствующих, их недостаточной, небрежной и неумелой молитве, бессердечности, обращении к ворожеям и знахарям, взаимоотношениях в семье, о вреде пьянства и курения, «о забвении Бога и неблагодарности к Нему». Часто эта речь начинается такими словами: «Братья христиане! Вы признаёте себя грешными, вы затем и пришли сюда, чтобы принести Господу Богу искреннее покаяние во грехах своих? Кайтесь же пред Ним! За покаяние вы получите от Него прощение и велию милость. Господь не отвергает никого из кающихся. И как же вам не каяться и не сокрушаться пред Ним, когда вы проводите жизнь свою совсем не по закону Божию?».
В следующей части отец Александр задаётся вопросами: «Долго ли ещё вы, братие и сестры, такою жизнью и такими скверными делами будете прогневлять милосердного, но вместе и строгого и правосудного судию Бога? Не пора ли образумиться и пожалеть себя, свои души? Не время ли поплакать о своей прежней греховной жизни, и, возненавидев грехи, начать с помощью Божией новую, духовную, христианскую святую жизнь?». Эта часть прерывается слезами слушателей, после чего проповедник, а вслед за ним и весь народ, обращается к краткой молитве.
В завершении отец Александр вопрошает о чистосердечном раскаянии в грехах и, получив ответ, со словами «Да поможет вам Господь», — приглашает всех преклонить главы и читает разрешительную молитву.
В народе отец Александр прослыл чудотворцем, в изданных в 1913 году в Казани воспоминаниях крестьянина А. Н. Н., проживавшего недалеко от монастыря в селе Александровке, описывались неоднократные случаи исцеления исцеления больных по молитвам старца.
Множество паломников приходило в обитель в надежде обрести избавление от душевных сомнений и смущений, найти телесное и духовное исцеление. Число посетителей, по некоторым сведениям, достигало тысячи человек в день. На средства богомольцев в 1895 году для многочисленных паломников был открыт странноприимный дом в двухэтажном деревянном корпусе.
К началу 1900 года отец Александр ослабел, и больше не мог принимать богомольцев. В феврале 1900 года он узнал о смерти сына Василия, после чего его состояние здоровья заметное ухудшилось. К Пасхе он соборовался, но затем несколько окреп, хотя и страдал сильными головными болями и беспамятством. В декабре он слёг окончательно и более не вставал. Несколько раз причастился, соборовался и скончался 22 декабря 1900 (4 января 1901) года. За два часа до смерти старца к нему приехал из Казани его сын Павел. Похороны состоялись на пятый день, 26 декабря, отец Александр был похоронен на монастырском кладбище рядом с могилами супруги, Елизаветы Ивановны, и игуменьи Серафимы. Над его могилой была установлена деревянная часовня с неугасимой лампадой.

## Семья
У отца Александра и его супруги Елизаветы Ивановны было три сына: Дмитрий (1849 г.р.), Василий (1852 г.р.), и Павел (1856 г.р.).
Про Дмитрия известно лишь, что он был женат и служил учителем в Сулакском сельском училище. По семейным преданиям Юнгеровых в роду насчитывалось четырнадцать поколений священников. И сыновья отца Александра, Павел и Василий также пошли его по стопам.
Василий женился на Александре Васильевна Златорунской, был учителем русского и церковнославянского языков, а также географии в Николаевском духовном училище, позднее стал священником сначала в церкви села Удельная Маянга, а в 1880 году занял место отца в Троицком храме села Балаково. Скончался в 1900 году. Младший сын, Павел, окончил Казанскую духовную академию, преподавал в ней же. Написал несколько научных трудов, известен как переводчик Ветхого Завета на русский язык (полностью перевод не окончил), переводил православную литературу на татарский язык. Совершил паломничество в Святую землю, скончался в 1921 году.
В настоящее время в Москве проживают потомки Василия Юнгерова, в том числе правнук отца Александра.

## Почитание и канонизация
После его смерти поток паломников в монастырь не иссяк. Если раньше люди приходили к старцу, то теперь они приходили к его могиле. По благословению самарского епископа Гурия ежедневно летом в часовне, а зимой в храме, совершались краткие литии. В житии Александра Чагринского говорится, что в полу часовни было устроено отверстие, через которое паломники могли брать землю с могилы. Каждую весну на могилу насыпалось несколько возов земли, но к осени она вся разбиралась богомольцами, так что под часовней образовывалась яма. До закрытия монастыря сохранялся дом отца Александра, в который приходили паломники, чтобы помолиться перед иконами, перед которыми молился старец, прикоснуться к его кресту.
При советской власти, в конце 1920-х годов, Чагринский монастырь был закрыт, его постройки были разрушены, в том числе и дом отца Александра, и часовня, установленная над его могилой. По некоторым сведениям, в начале 1930-х годов для проверки слухов о монастырских богатствах, зарытых в могиле старца, могила была вскрыта, а после того как никаких богатства не обнаружилось, тело было вновь предано земле, причём даже без гроба. Долгое время к могиле старца продолжалось паломничество, в том числе скрытое, так как власти боролись с «религиозным бродяжничеством». В 1952 году верующими был установлен крест на могиле.
Но постепенно имя похороненного священника стало забываться. В начале 1990-х годов журналист православной газеты «Благовест» Игорь Макаров разыскивал место погребения отца Александра, и на вопрос, что за священник похоронен под крестом, получал от жителей окрестных сёл ответ «старец-исцелитель», но имени старца никто вспомнить не мог. Однако позднее Макаров встретил духовную дочь одной из последних Чагринских монахинь, скончавшейся несколькими годами ранее. Женщина смогла точно назвать, что под крестом похоронен именно Александр Юнгеров.
Весной 2000 года по предложению иеромонаха Софрония (Баландина), духовника Иверского женского монастыря в Красноармейском районе начались работы по поиску останков протоиерея Александра Юнгерова. 22 июня 2000 года по состоялось обретение мощей отца Александра. После панихиды могила была вскрыта, были обнаружены останки священника, а также женские останки, которые сочли принадлежавшими игуменье Серафиме. Их оставили на прежнем месте, а останки отца Александра доставили в Самарский Иверский монастырь, где разместили в специальной раке. По словам иеромонаха Софрония: «Были обнаружены голова отца Александра, его кости, нательный крестик, истлевший оклад Евангелия, фрагменты облачения. Череп был желтоватого цвета, что является одним из признаков святости. Когда мы привезли в Иверский монастырь только что обретенные мощи подвижника, первым их встретил архиепископ Сергий, в то время приехавший в монастырь. Он с радостью и благоговением приложился к честным мощам».
Вновь появились многочисленные заявления, от имени монахинь и паломников монастыря о том, что после молитв у раки с мощами отца Александра, происходят исцеления от разного рода болезней.
В октябре 2001 года было принято решение о канонизации Александра Юнгерова:

… за неоднократные случаи исцеления людей по молитвам к подвижнику Самарской земли протоиерею Александру Юнгерову (1821—1900) как при его жизни, так и в наше время, а также учитывая тот факт, что народное почитание праведника, несмотря на сто лет, прошедших со дня его кончины, не прекращается и поныне, определяем канонизировать в лике праведных сего угодника Божия как местночтимого святого Самарской епархии
Торжества канонизации в лике местночтимых святых Самарской епархии прошли в Самаре. На церемонии прославления, проводимой архиепископом Самарским и Сызранским Сергием, архиепископом Уральским и Гурьевским Антонием и епископом Пензенским и Кузнецким Филаретом, присутствовали правнук отца Александра Николай Николаевич Юнгеров и праправнучки Наталья и Елена со своими детьми. Деяние о канонизации в лике местночтимых святых Самарской епархии святого праведного Александра Юнгерова, Чагринского чудотворца, зачитал на Всенощном бдении духовник Иверского монастыря игумен Софроний, а наместница обители игумения Иоанна огласила Житие новопрославленного подвижника. Священник Михаил Мальцев произнес проповедь, в которой уподобил «бескровный подвиг» св. Александра мученичеству.
Празднование памяти святого было установлено 4 января — в день его кончины, и 22 июня — в день обретения мощей.